# Copa Mundial de Atletismo de Força
A Copa Mundial de Atletismo de Força (em inglês:  World Strongman Cup) foi uma competição de atletismo de força (strongman), regulada pela Federação Mundial da Copa de Atletismo de Força.
Foi realizada desde 2004 e organizada com muitas competições ao longo do ano. O vencedor era o que acumulava maior pontuação ao longo da temporada.

## Campeões
Segue abaixo a lista dos campeões:
| Ano  | Campeão              | Nacionalidade |
| ---- | -------------------- | ------------- |
| 2004 | Raivis Vidzis        | Letônia       |
| 2005 | Raivis Vidzis        | Letônia       |
| 2006 | Mariusz Pudzianowski | Polónia       |
| 2007 | Mariusz Pudzianowski | Polónia       |